# Stadion Miejski w Botoszanach
Stadion Miejski (rum. Stadionul Municipal) – stadion sportowy w Botoșani o pojemności 10 600 widzów. Swoje mecze rozgrywa na nim FC Botoșani. W latach 2008–2009 przeszedł renowację.